# Свеченский, Луис
Луис Свеченский (хорв. Louis Svećenski, настоящее имя Людевит Кон, хорв. Ljudevit Kohn; 7 ноября 1862, Осиек — 18 июня 1926, Бостон) — американский альтист хорватского происхождения.
Учился в Загребе в Хорватском музыкальном институте у Ивана Зайца, затем в Венской консерватории. Окончив её в 1885 г., он уехал в США, где взял себе новые имя и фамилию. В США Свеченский поступил в Бостонский симфонический оркестр и одновременно в Квартет Кнейзеля, бессменным альтистом которого был в дальнейшем на протяжении всех 32 лет существования ансамбля. Свеченский также преподавал в Джульярдской школе.